# Rastelica
Rastelica (en serbe cyrillique : Растелица) est un village de Serbie situé dans la municipalité de Kuršumlija, district de Toplica. Au recensement de 2011, il ne comptait aucun habitant.

## Démographie
| 1948 | 1953 | 1961 | 1971 | 1981 | 1991 | 2002 | 2011 |
| ---- | ---- | ---- | ---- | ---- | ---- | ---- | ---- |
| 82   | 88   | 76   | 45   | 22   | 13   | 0    | 0    |

|  |